# Psycho Killer
«Psycho Killer» es una canción de la banda estadounidense Talking Heads, publicada en su álbum debut de 1977 Talking Heads: 77. El grupo la interpretó por primera vez en 1974, cuando todavía utilizaban el nombre de The Artistics.

## Generalidades
En las notas del disco recopilatorio Once in a Lifetime: The Best of Talking Heads (1992), Jerry Harrison escribió sobre la versión acústica de la canción con Arthur Russell en el cello, «Me alegro de que hayamos persuadido a Tony [Bongiovi] y a Lance [Quinn] de añadir la versión con los cellos».
La letra de la canción parece representar los pensamientos de un asesino en serie. Originalmente escrita e interpretada como una balada, «Psycho Killer» se convirtió en lo que AllMusic llama una «canción engañosamente funky con un ritmo insistente, y una de las líneas de bajo más memorables del rock & roll».
«Psycho Killer» fue la única canción del álbum que apareció en la lista Billboard Hot 100, alcanzando la posición número 92. El Salón de la Fama del Rock and Roll la incluyó en la lista de las 500 canciones que dieron forma al rock and roll.
La canción suena en Los Simpson episodio de Treehouse of Horror XIX, de la Temporada 19.

## Versiones
Artistas y bandas como Duran Duran,  Julie Christensen, Velvet Revolver, James Hall, Cage the Elephant, Phish, Antiseen, Richard Thompson, The Bobs, Moxy Früvous, Rico, Victoria Vox y Ukulele Orchestra of Great Britain han grabado versiones de la canción.
La banda Café Tacvba rinde tributo a Botellita de Jerez y Talking Heads en su cover a la canción "Alármala de tos". 

## Video musical
El 5 de junio de 2025, Talking Heads lanzó un videoclip de la canción, para celebrar el 50 aniversario de la banda. El video está protagonizado por la actriz Saoirse Ronan y fue dirigido por Mike Mills. Alejándose de una interpretación más literal de la letra, muestra la vida de la protagonista a lo largo de 13 días, durante los cuales experimenta distintas emociones, en situaciones e interacciones que se repiten constantemente.